# 16395 Ioannpravednyj
16395 Ioannpravednyj (tên chỉ định: 1981 US14) là một tiểu hành tinh vành đai chính. Nó được phát hiện bởi Lyudmila Chernykh ở Đài vật lý thiên văn Crimean gần Nauchnyj, Ukraine, ngày 23 tháng 10 năm 1981. Nó được đặt theo tên John of Kronstadt, a Russian Orthodox archpriest of the 19th century.